# Cortes de Arenoso
Cortes de Arenoso település Spanyolországban, Castellón tartományban. Cortes de Arenoso Arañuel, Montanejos, Puebla de Arenoso, Zucaina, Villahermosa del Río, Fuentes de Rubielos, Nogueruelas és Linares de Mora községekkel határos. Lakosainak száma 311 fő (2024).

## Népesség
A település népessége az elmúlt években az alábbi módon változott:
| Lakosok száma | 384  | 392  | 407  | 349  | 347  | 318  | 300  | 318  | 291  | 311  |
|               | 2001 | 2004 | 2006 | 2009 | 2011 | 2014 | 2016 | 2019 | 2021 | 2024 |